# Stadio Nicola De Simone
Lo stadio Nicola De Simone, già stadio Vittorio Emanuele III, è lo stadio comunale di Siracusa, nonché il più antico della città. Dal 1979 è dedicato a Nicola De Simone, calciatore del Siracusa Calcio morto dopo alcuni giorni di coma (il 30 maggio 1979) a causa di uno scontro di gioco sul campo in terra battuta di Palma Campania durante il match contro la Palmese.

## Storia

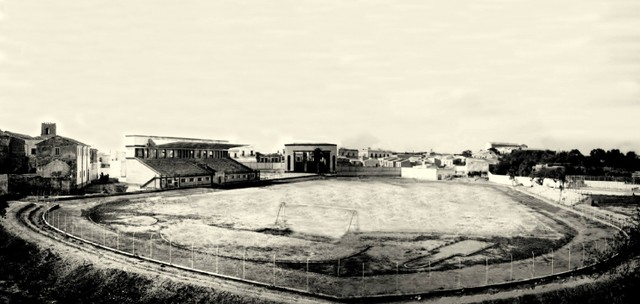
Lo Stadio del Littorio nel 1932

Lo stadio comunale di Siracusa sorge in pieno centro città nello storico e popolare quartiere Santa Lucia a due passi dalla basilica di Santa Lucia al Sepolcro.
Inaugurato nel decimo anno del ventennio fascista fu originariamente chiamato "Stadio del Littorio"; i simboli di tale periodo sono ancora visibili nell'androne e nel retro della tribuna centrale. Lo stadio fu intitolato a Vittorio Emanuele III e, nel 1979, a Nicola de Simone.
Fino ai primi anni settanta, ha avuto un terreno di gioco mischiato a terra battuta e terra lavica, poi sostituiti con erba naturale. 
Nel 1994 è stata creata una recinzione a gabbia destinata a distanziare il terreno da gioco dagli spettatori riducendo drasticamente la capienza.
La curva sud, in passato occupata dai tifosi e dagli ultras locali, è oggi riservata agli ospiti, e per questo è stata costruita una gabbia per distanziare la gradinata nord e la curva sud riducendo ulteriormente la capienza.
Nel 2001 ha subito la prima ristrutturazione con l'ammodernamento degli spogliatoi; l'installazione della nuova tribuna laterale da 770 posti e dell'impianto idrico; e l'installazione di seggiolini azzurri in tribuna centrale.
Nel 2004 è stato soggetto ad altri interventi più ampi e variegati:
- la creazione della curva ovest;
- il livellamento della gradinata;
- le palestre negli spogliatoi;
- il recupero della foresteria (da sempre denominata "la palazzina") ridestinata al secondo e terzo piano a casa-alloggio per i calciatori e al primo piano ad ufficio della società (al cui interno è presente una sala conferenze aperta soltanto in occasione di eventi particolari);
- una nuova recinzione in vetro antisfondamento nel settore della gradinata.

Durante l'estate 2006 ad essere rinnovati sono stati l'impianto di illuminazione, l'impianto audio e luce della tribuna e soprattutto il campo di gioco con un nuovo manto erboso proveniente dall'Austria. A questi interventi si aggiunge la realizzazione di un campetto in erba sintetica destinato agli allenamenti del settore giovanile e talvolta della prima squadra dietro la gradinata e dedicato a Paolo Quattropani, storico preparatore atletico azzurro.

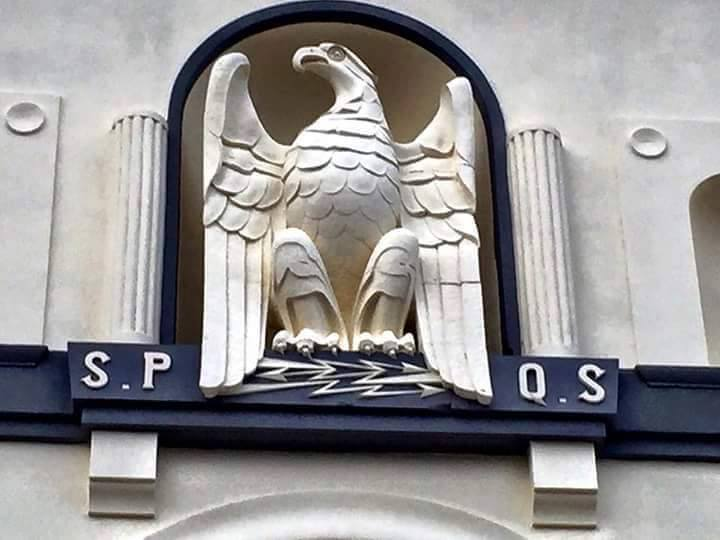
L'aquila, simbolo dello stemma della città di Siracusa, impressa nell'impianto dopo il restauro del 2015

Nel 2007 la tribuna centrale è stata intitolata a Corrado Siringo, talentuoso centravanti della Juniores morto in un incidente stradale; tribuna e sala stampa (rifatte ex novo dopo anni di progressivo abbandono) sono state intitolate a Lino Romano, una delle firme più eccellenti del giornalismo siracusano, ed a bordocampo è stato edificato il settore disabili. Nel dicembre 2008 è stata abbattuta la vecchia pensilina della tribuna coperta. Durante l'estate e l'autunno 2009 si sono svolti altri interventi (su tutti, l'installazione dei vetri antisfondamento nei restanti settori dello stadio) così come richiesto dall'architetto-ispettore della Lega Pro il quale in quel periodo effettuò un sopralluogo al De Simone per verificarne l'idoneità per la disputa del campionato di Seconda Divisione. Nella primavera 2011 è stata ampliata la Curva Ovest portandone la capienza da ottocento a mille posti.
Nel 2015 è stata posta a ristrutturazione la tribuna centrale. Gli interventi hanno compreso il ripristino della pensilina rinnovata ed il restauro conservativo della facciata posteriore e dei fregi rappresentativi. I lavori inoltre hanno interessato pure il restauro del monumentale atrio d'ingresso, ripristinando la scritta originale da anni mancante Stadio Vittorio Emanuele III.
Nel 2017 lo stadio ha subito la rimozione del vecchio manto erboso, con l'installazione del nuovo manto in erba sintetica di ultima generazione. I lavori che hanno interessato il vetusto impianto sportivo hanno avuto la durata di circa due mesi. La prima gara disputata dagli azzurri sul nuovo rettangolo da gioco è avvenuta il 23 settembre 2017 in occasione della partita casalinga contro il Cosenza.
Nel 2023 il presidente del Siracusa Alessandro Ricci ha fatto tornare d'attualità l'esigenza, mai concretizzata fino a oggi (nonostante dei progetti presentati in passato, il primo nel marzo 2009 dall'allora presidente azzurro Luigi Salvoldi, e il secondo da una società calcistica siracusana, la Pantanelli Sport, nel giugno 2015), di dare al sodalizio azzurro e in generale allo sport siracusano un nuovo stadio da eventuali 15.000 posti con annesso centro sportivo e albergo per i ritiri della squadra; esigenza rafforzata oltre che dalla vetustà e dall'inadeguatezza del De Simone, anche dai disagi con cui i residenti della Borgata Santa Lucia devono fare i conti settimanalmente o quasi da decenni, soprattutto in occasione di incontri ad alto rischio per l'ordine pubblico in cui si sono verificati scontri tra tifoserie e danneggiamenti. Attualmente il progetto è in fase preliminare, l'assessore comunale allo sport Giuseppe Gibilisco ha avviato le interlocuzioni con il ministro per lo sport Andrea Abodi e con alcuni imprenditori, e il presidente ha affermato di avere incontrato le due cordate imprenditoriali interessate a realizzare l'opera, nonché di aver trovato l'area su cui realizzarla (sicuramente fuori città, così come previsto dal vecchio Piano regolatore generale del 2004 che localizzava il nuovo stadio nei pressi di contrada Pantanelli, area che però è stata ritenuta non idonea in quanto storicamente soggetta a rischio idrogeologico), e stima di consegnarlo alla città entro il 2026.

## Capienza

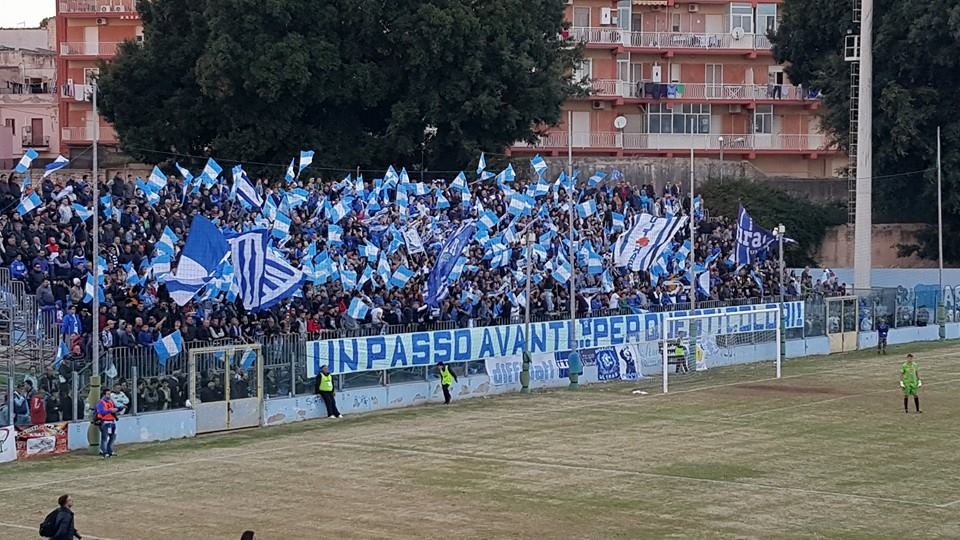
La Curva Anna.

Negli anni 50/60, la capienza iniziale era di circa 10.000 spettatori, si ricordano infatti epiche sfide in Serie B contro Genoa, Napoli e Roma in cui si registrò il tutto esaurito.
Negli anni 70 venne raggiunto per due volte il maggior numero di spettatori paganti: il 31 ottobre 1976 in Siracusa-Bari (vinta dagli azzurri per 2-0) con 12.000 presenze, e il 25 novembre 1979 in Siracusa-Catania (0 a 1 per i rossazzurri etnei) sempre con 12.000 spettatori presenti. Tale afflusso è stato replicato per l'ultima volta il 2 settembre 1984, ma non in occasione di una partita del Siracusa bensì del Catania contro l'Hellas Verona, valevole per la coppa Italia. Negli anni 90, in seguito alle nuove normative antiviolenza, venne drasticamente ridotta la sua capienza a circa 6.000 spettatori.
Dagli anni duemila sono tanti gli interventi di ristrutturazione che hanno visto coinvolto l'impianto sportivo riducendone ulteriormente la sua capienza. Con il ritorno nel campionato professionistico nel 2009, si è nuovamente aumentata la sua capienza grazie all'utilizzo di alcune strutture modulari, arrivando alla capienza attuale che è di 5.946.

## Settori
- Tribuna centrale (settori A e B)
- Tribuna laterale
- Gradinata nord (settori M e N)
- Curva ovest
- Curva est (ospiti)

## Usufruttuari
Nel passato e nel presente ad usufruire dell'impianto di gioco, oltre al Siracusa, vi furono e ci sono anche altre società cittadine: la Comunale negli anni quaranta (disputandovi il campionato di serie C 1946-47), la Marcozzi durante gli anni novanta, l'Ortigia alla fine dello stesso decennio, l'Enzo Grasso nei primi anni duemiladieci, il Santa Lucia nel 2019-20, il Real Siracusa Belvedere dal 2021, e l'Atletico Siracusa dal 2023.
Oltre a queste, in alcuni periodi vi hanno giocato anche alcune squadre di altri comuni: la Leonzio nei primi anni duemiladieci e attualmente il Priolo Gargallo; e altre da fuori provincia, come il Catania nel 1984, per le partite di Coppa Italia contro il Casarano e l'Hellas Verona; il Palermo sempre nel 1984 e sempre per un incontro di Coppa Italia contro la Sambenedettese; il Messina nel 1988, in occasione della partita di Coppa Italia contro il Campobasso; il Licata nel 1990, all'epoca militante in serie B, disputò al De Simone il derby contro il Messina; e l'Akragas per quasi tutto il campionato di serie C 2017-18.

## Eventi

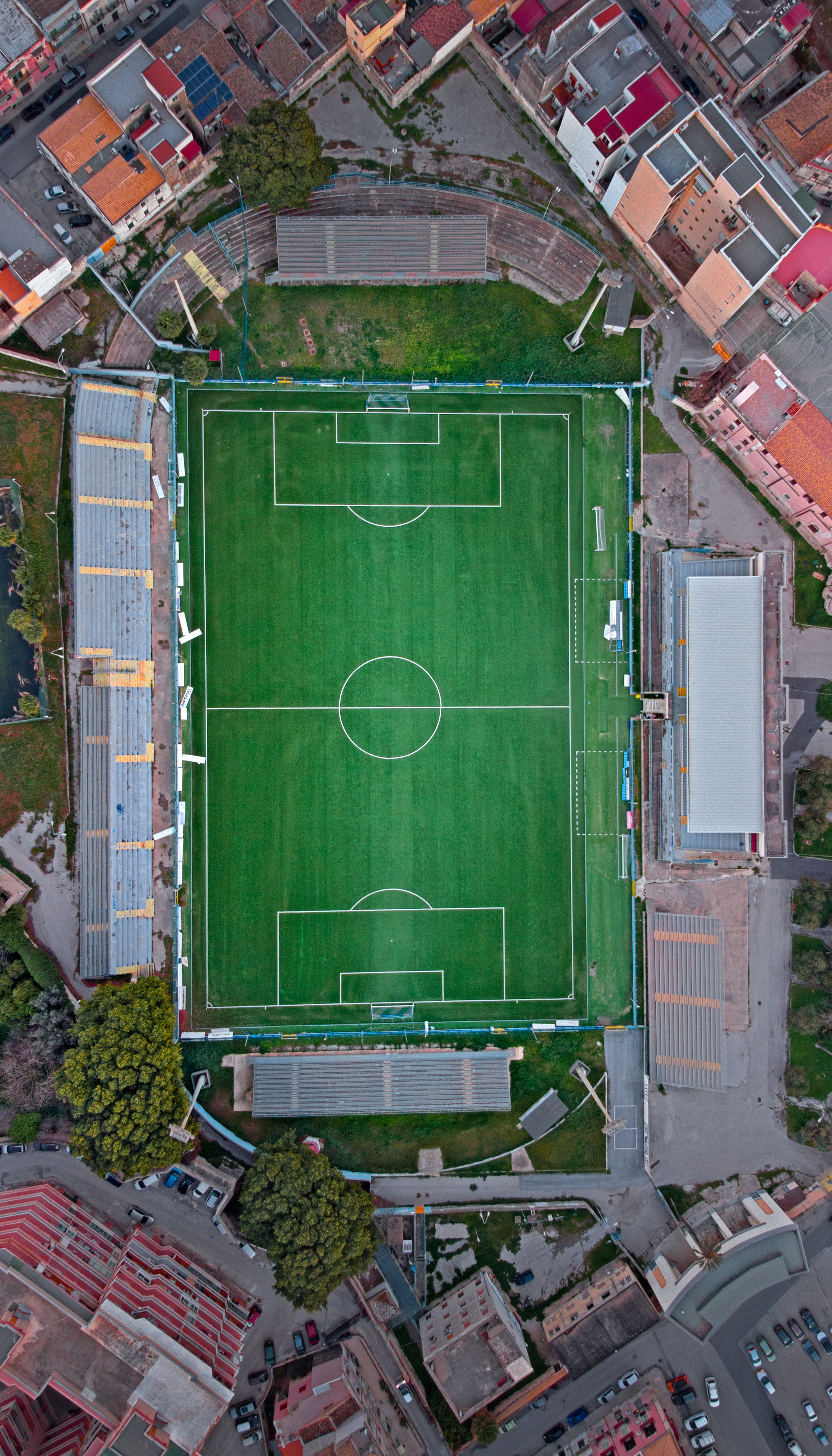
Stadio Nicola De Simone visto dall'alto.

### Eventi extra-sportivi
Numerosi eventi extrasportivi si sono tenuti allo stadio De Simone di Siracusa nel corso degli anni, tra i principali, si ricordano:
- Concerto dei Pooh nei primi anni '80.
- Concerto di Miguel Bosé nei primi anni '80.
- Concerto di Ivana Spagna, 1995.
- Concerto di Riccardo Cocciante, 1995.
- La Partita del cuore, Nazionale italiana cantanti-All Stars Siracusa, 2001.
- Il 22 dicembre 2004 è stato protagonista di un evento storico per l'intera comunità aretusea: la ripartenza del corpo di Santa Lucia, che era tornato eccezionalmente nella città natia per soli sette giorni al fine di celebrare il diciassettesimo centenario della sua morte (ritorno fortemente voluto dell'allora arcivescovo mons. Giuseppe Costanzo). Per motivi di ordine pubblico, si decise di affidare la custodia delle sacre spoglie della santa siracusana ai Vigili del fuoco (alternati, come da tradizione, in occasione dell'ottava del 20 dicembre ai berretti verdi, i portatori del simulacro) che le portarono dalla Basilica di Santa Lucia al Sepolcro al vicinissimo stadio (chiuso al pubblico) per poi richiuderle all'interno di un elicottero, con destinazione aeroporto Fontanarossa di Catania e di lì a Venezia. I siracusani furono così costretti a vivere gli ultimi momenti di Santa Lucia a Siracusa mediante un maxi-schermo installato per l'occasione in piazza Santa Lucia, mentre altri hanno goduto del privilegio di assistere alla partenza della Santa Patrona aretusea dai balconi dei palazzi circostanti lo stadio.
- Concerto di Eros Ramazzotti, 2006.